# Campo de petróleo de Rumaila

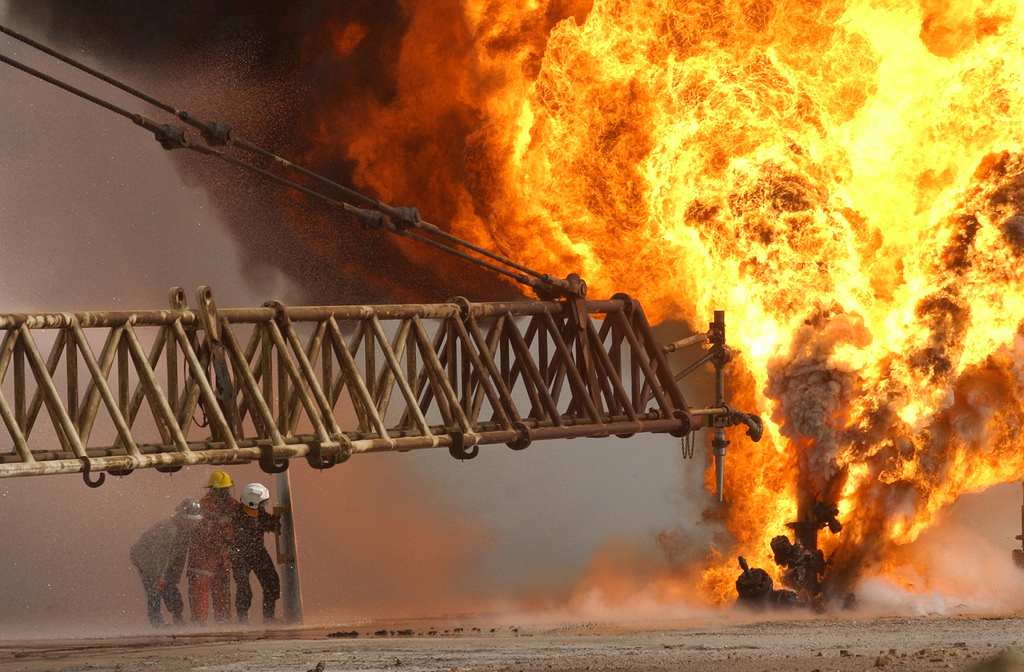
Fogo no Campo de petróleo de Rumaila

O campo de petróleo de Rumaila é um campo de petróleo localizado no extremo sul do Iraque, a aproximadamente 32 km (19,9 mi) da fronteira com o Kuwait. Descoberto em 1953 pela Companhia Petrolífera de Baçorá, uma empresa associada à Comanhia Petrolífera do Iraque, o campo é estimado em conter 17 mil milhões de barris, representando 12% das reservas de petróleo do Iraque estimadas em 143,1 mil milhões de barris. Rumaila é o maior campo de petróleo que foi descoberto no Iraque e é o terceiro maior campo de petróleo do mundo.
Sob o governo de Abdul Karim Kassem, o campo de petróleo foi confiscado pela Lei Pública N.º 80 de 11 de Dezembro de 1961. Desde então, o campo de Rumaila permanece sob controlo do Iraque. A disputa entre o Iraque e o Kuwait sobre a suposta perfuração no campo em áreas subterrâneas do Kuwait foi uma das razões para a invasão do Kuwait pelo Iraque em 1990.